# Tau5 Serpentis
Título a ser usado para criar uma ligação interna é Tau5 Serpentis.
Tau5 Serpentis (18 Serpentis) é uma estrela na direção da constelação de Serpens. Possui uma ascensão reta de 15h 36m 29.20s e uma declinação de +16° 07′ 08.8″. Sua magnitude aparente é igual a 5.93. Considerando sua distância de 160 anos-luz em relação à Terra, sua magnitude absoluta é igual a 2.48. Pertence à classe espectral F3V.